# Max Deuring
Max Deuring   (Göttingen, 9 de desembre de 1907 - Göttingen, 20 de desembre de 1984) va ser un matemàtic alemany.

## Vida i Obra
Després de completar els estudis secundaris a l'institut de l seva vila natal, va estudiar matemàtiques i física entre 1926 i 1930 a la universitat de Göttingen, excepte un semestre que va estar a Roma. El 1930 va obtenir el doctorat sota la direcció d'Emmy Noether qui li va encarregar d'escriure una monografia sobre àlgebra que apareixeria el 1935 amb el títol de Algebren. A partir de 1931 va ser professor ajudant a la universitat de Leipzig sota la direcció de Bartel van der Waerden. Després de publicar la monografia esmentada, va intentar conseguir l'habilitació docent a la universitat de Göttingen, però els nazis ja eren al poder i el consideraven poc fiable políticament i, malgrat el suport de Helmut Hasse, li van negar la càtedra; va aconseguir l'habilitació el 1938 a la universitat de Jena. En aquesta època, juntament amb Hasse, van refer la teoria dels multiplicadors en termes de correspondències en tres cossos de funcions abstractes. El 1943, en plena Segona Guerra Mundial, va ser traslladat a la universitat polonesa ocupada de Poznań, càrrec que va haver de deixar el 1945 en acabar la guerra, retornant a Göttingen.
Després d'un curs (1947-48) a la universitat de Marburg, va passar a la universitat d'Hamburg fins al 1950, en que va ser nomenat catedràtic a la universitat de Göttingen, en la qual es va retirar el 1976, passant a ser professor emèrit.
El seu camp de treball va ser l'àlgebra i va ser un pioner en el notable avenç d'aquesta disciplina a en la primera meitat del segle xx. El 1973 va publicar les seves Lliçons sobre la teoria de les funcions algebraiques d'una variable impartides el 1958 a l'Institut Tata de Recerca Fonamental. A més, va publicar uns cinquanta articles a diverses revistes científiques.